# Det grønlandske arboret
Det grønlandske arboret (kalaallisut: Kalallit Nunaata Orpiufiteqarfia) er en samling af træagtige planter, som er oprettet ved Narsarsuaq i Sydgrønland. Arboretet råder over 140 ha, og det drives i et samarbejde mellem Arboretet i Hørsholm og Konsulenttjenesten for Landbrug i Grønland. Her findes mere end 100.000 træer, der er fordelt på 120 forskellige arter.

## Arboretets start
Det grønlandske arboret blev grundlagt efter en ide af forstmanden Søren Ødum, der var ansat ved Hørsholmarboretet. Han satte gang i plantearbejdet og ledede det frem til sin død i 1999. I 1988 fik man udplantet 20.000 træer, heraf 14.000 hvidgran og rødgran og 5.000 klitfyr på arboretets 140 ha store areal ved Narsarsuaq.

## Naturlig trævækst i Grønland
I Grønland kan man finde fire vegetationsområder. Dels det højarktiske i Nord- og Østgrønland, dels de lavarktiske ved kysterne og længere inde i Sydgrønland og dels et nordligt birkeskovsområde i de sydgrønlandske fjorde. I birkeskovene finder man kirtelbirk (Betula glandulosa) og en underart af dunbirk (Betula pubescens subsp. tortuosa). Af disse er kun den sidste i stand til at udvikle egentlig skov med individer, som er mere end 10 m høje. Skovene findes i dale og op ad dalsider til 200 m.o.h. især i Nanortalik kommune. Der er desuden endnu to arter, som kan blive til egentlige træer i Grønland, nemlig grønlandsk røn (Sorbus groenlandica) og blågrå pil (Salix glauca).

## Vilkår
De allerede indhøstede resultater viser, at der er alvorlige problemer forbundet med at give træarter mulighed for at danne skov i Grønland, selv i det milde Sydvestgrønland. Træerne skal stamme fra frø, som er høstet på voksesteder i andre egne af verden, hvor vilkårene svarer til dem, der er i Grønland. Derfor er det vigtigt, at man finder frem til arter og frøkilder, som er arveligt udrustet til at klare udfordringerne. Det drejer sig om af finde planter, der har det i sig at afslutte væksten tidligt, så skud og knopper kan modnes i god tid før vinteren. Der er en meget lav varmesum hen over vækstperioden i Grønland. Det betyder, at træernes vækst skal være afsluttet inden vinteren, sådan at de etårige skud og knopperne kan være færdigt modnede. De voldsomme, tørre føhnvinde fra indlandsisen kan medføre alvorlige skader, som viser sig i løbet af vinteren, og som først og fremmest ødelægger umodne dele af planterne.
Desuden må de nye skovplantninger beskyttes mod nedgnavning fra de får, som går ude gennem vinteren. Enten må der hegnes eller også må man vælge voksesteder, hvor fårene ikke kan komme. Grønlands Hjemmestyres bekendtgørelse nr. 12 fra den 15. juni 1997 fastlægger regler for vintergræsning og fredning af de få, oprindelige og de kommende, nye skove. Man forventer ikke større konflikter mellem hensynet til fåreavlerne og sikring af skovene, men i givet fald må hegning komme på tale.

## Resultater
Barske somre i 1981 og 1982 fik mange af forsøgspanterne til at gå ud. Derimod klarede sibirisk lærk (Larix sibirica), skovfyr (Pinus sylvestris'), rødgran (Picea abies), hvidgran (Picea glauca) og den naturlige hybrid, hvidgran x sitkagran (Picea glauca x sitchensis) sig ganske fint. Den erkendelse har siden været styrende for valg af arter og frøkilder til arboretet.
I en plantage, der blev anlagt i 1954, havde man først og fremmest brugt rødgran (Picea abies) skovfyr (Pinus sylvestris) og klitfyr (Pinus contorta). I 2003 kortlagde man plantagen og registrerede de første selvsåninger af lærk i Grønland. Samme sted havde nogle sibiriske lærk (Larix sibirica), der var plantet i 1957, nået en højde på 11 m i 2007.

## Eksterne links
- ASIMI.gl: Grønlands planter. Træer og buske Arkiveret 24. december 2019 hos  Wayback Machine
- Finn Johannessen: Flora groenlandica online Arkiveret 1. januar 2020 hos  Wayback Machine